# Adolf von Baeyer
Johann Friedrich Wilhelm Adolf von Baeyer (Berlijn, 31 oktober 1835 – Starnberg, 20 augustus 1917) was een Duitse scheikundige die in 1905 de Nobelprijs voor Scheikunde ontving "voor zijn verrichtingen op het gebied van organische kleurstoffen en hydroaromatische verbindingen".

## Biografie
Adolf von Baeyer werd geboren in Berlijn als zoon van Johann Jacob Baeyer (1794-1885) en Eugenie Hitzig. Zijn vader, een luitenant-generaal, was hoofd van het Geodetisch Instituut te Berlijn en bedenker van het Europese systeem van geodetische meting. Adolf studeerde aanvankelijk wiskunde en natuurkunde aan de Universiteit van Berlijn, voordat hij naar Heidelberg vertrok om daar scheikunde te gaan studeren bij Robert Bunsen. Daar werkte hij, na het behalen van zijn doctoraat in 1858, in het laboratorium van Friedrich Kekulé. Hij werd in 1860 docent in Berlijn en in 1872 professor in de scheikunde aan de Universiteit van Straatsburg. In 1875 volgde hij Justus von Liebig op als professor in de scheikunde aan de Universiteit van München.
In Straatsburg was zijn bekendste handeling de ontwikkeling van methoden voor de bereiding van condensatieproducten uit de reactie tussen fenol en formaldehyde. Drie decades later zou Leo Baekeland Baeyers methode gebruiken in de synthese van fenol-formaldehydehars, bekend als bakeliet – een van 's werelds eerste kunststoffen.
Baeyers voornaamste prestaties zijn de synthese en beschrijving van de kleurstof indigo, de ontdekking van fenolftaleïne en zijn onderzoek naar polyacetylenen, oxoniumzouten en nitrosoverbindingen (1869). Hij was de eerste die de correcte formule voor indool voorstelde in 1869, drie jaar na de publicatie van de eerste synthese. Zijn bijdragen aan de theoretische chemie zijn de spanningstheorie voor drievoudige bindingen en de spanningstheorie van ringspanning voor kleine koolstof ringen. In zijn spanningstheorie stelde hij dat organische moleculen met een vijf- of een zesring stabieler waren dan andere ringvormen omdat de afwijkingen van de tetraëdrische hoek dan het kleinst zijn.
De Royal Society van Londen onderscheidde hem in 1881 de Davy-medaille voor zijn onderzoek naar indigo en in 1885 werd hij door koning Lodewijk II van Beieren in de adelstand verheven van het Koninkrijk Beieren. In 1905 ontving Baeyer de Nobelprijs voor Scheikunde "ter erkenning van zijn verdiensten voor de vooruitgang van de organische chemie en de chemische industrie, door zijn verrichtingen op het gebied van organische kleurstoffen en hydroaromatische verbindingen."
Hij overleed in 1917 in Starnberg, nabij München. Hij was gehuwd met Adelheid Bendemann (1847-1910), de dochter van een vriend van zijn vader. Uit dit huwelijk werd een dochter, Eugine, en twee zonen, Hans en Otto, geboren.